# 昆都士之戰
昆都士之戰是阿富汗塔利班從2015年4月起針對昆都士省首府昆都士而發動的攻勢。塔利班先行控制了城外地區，對昆都士形成包圍之勢，再於2015年9月28日從多方向發動突襲，攻入昆都士城內並控制大部分區域，僅餘機場仍由政府部隊據守。隨後政府軍增援並開始反攻，北約也出動戰機空襲塔利班部隊以支援政府軍。
塔利班入城後，從監獄釋放了包括被捕塔利班成員在內的約500名囚犯。
2015年10月1日，政府軍收復昆都士的市中心，並展開逐屋搜查。阿富汗國防部表示在持續一整夜的戰鬥中塔利班有150人被殺，90人受傷。10月13日，塔利班宣佈撤出昆都士市。阿富汗政府估計在市內戰鬥期間有數百名平民喪生。